# Час расплаты
Час расплаты (англ. Paycheck) — фантастический боевик 2003 года режиссёра Джона Ву, экранизация рассказа Филипа К. Дика «Полный расчёт» (1953). В главных ролях — Бен Аффлек, Ума Турман и Аарон Экхарт.

## Сюжет
Майкл Дженнингс (Бен Аффлек) — специалист по реверс-инжинирингу, которому регулярно стирают память после работы над тайными высокотехническими проектами. Ему в этом часто помогает его друг Коротышка (Пол Джаматти). Майкл соглашается принять участие в проекте его старого знакомого Джеймса Ретрика (Аарон Экхарт), генерального директора компании Allcom. Всё, что Дженнингсу рассказывают — ему придётся три года жить и работать над этим в закрытом комплексе Allcom в обмен на акции компании с минимальной стоимостью в 90 миллионов долларов, после чего он может спокойно уйти на пенсию молодым. Он встречает и влюбляется в доктора Рэйчел Портер (Ума Турман), биолога Allcom. Но, проработав там три года, Майкл просыпается, ничего о них не помня, и узнаёт, что отказался от своих акций, которые стоят 92 миллиона. У него остаётся лишь конверт с предметами, которые, по идее, принадлежали ему, когда он прибыл в комплекс. Но он не помнит, как их туда клал. По мере развития сюжета Майкл начинает понимать, что отказался от богатства, чтобы привлечь своё внимание к содержимому конверта, полного обычных предметов:
1. Пачка сигарет — помогла ему сбежать из комнаты допроса ФБР, вызвав реакцию противопожарной системы; иначе попытка копаться в его голове вызвала бы его смерть.
2. Солнечные очки — позволили ему видеть в дыме, созданном противопожарной системой.
3. Однодневный билет на автобус — позволяет Дженнингсу быстро пройти к автобусу, тогда как агенты ФБР задерживаются у турникетов.
4. Бриллиантовое кольцо — чтобы его украл уличный воришка, погоня за которым привела Дженнингса обратно в банк, где он смог задать больше вопросов о конверте.
5. «Печенье с сюрпризом» — сообщение в печенье указывает на местоположение лотерейного билета, а счастливые номера — выигрышные номера лотереи.
6. Ключ в кладовку — доступ к электрическим пробкам.
7. Баллон с лаком для волос — в комбинации с зажигалкой позволяет создать огнемёт.
8. Зажигалка — для создания огнемёта с баллоном лака.
9. Скрепка — для создания короткого замыкания в метро.
10. Спичечный коробок — название ресторана, где у него забронирован стол, перекрашен водоразводимой краской.
11. Ключ для BMW — позволяет ему найти и использовать средство побега — мотоцикл R1150R Rockster.
12. Конверт с марками — одна из марок лишняя; на ней изображён Альберт Эйнштейн, что также является подсказкой
13. Увеличительное стекло — позволяет разглядеть детали марки, и найти на ней микрофильм со снимками из будущего.
14. Контейнер с металлическими шариками — для создания заминки в металлодетекторе.
15. Пропуск в здание Allcom — для возвращения в лабораторию.
16. Ключ Аллена — для открытия панели, управляющей дверью в лабораторию.
17. Долларовая монетка — для запирания двери изнутри.
18. Кроссворд — для обнаружения собственноручно установленной «закладки» в машине.
19. Патрон .45 калибра — для уничтожения машины.
20. Наручные часы — предупреждение, когда следует пригнуться от выстрела снайпера.

Вскоре Майкл узнаёт, что его по неизвестным причинам преследуют служба безопасности Allcom, ведомая Джоном Вульфом (Колм Фиори), а также ФБР, которые обвиняют его в государственной измене. Но используя предметы в конверте, Дженнингсу удаётся выбираться из различных затруднительных ситуаций и кризисов.
Вскоре он узнаёт, что последние три года он разрабатывал особую линзу для осмотра мира «вокруг искривления вселенной», то есть в будущем. Теоретическую основу разработал физик Уильям Деккер (Серж Хауд), убитый агентами Allcom. Построив машину, Дженнингс заглянул в будущее и увидел свою смерть от пули. Он также узнаёт, что машина может выдавать самоисполняющиеся пророчества (например, машина предсказывает чуму; всех заражённых изолируют в лагерях, создавая скученность, приводящую к распространению чумы. Машина предсказывает разрушительную войну; США совершает упредительный удар по предсказанному врагу, тем самым развязывая войну). По-видимому, человеческие действия, вызванные машиной, приведут к падению человечества. В отчаянии Дженнингс использовал машину, чтобы попытаться избежать своей гибели и уничтожения сознания. Но так как он был полностью изолирован в комплексе Allcom, он мог только оставить себе конверт с ничем не выдающимися предметами.
Дженнингс и Портер убегают после того, как снайпер ФБР убивает Ретрика пулей, предназначенной для Дженнингса. Майкл ломает машину просмотра будущего, и она взрывается, убивая Вульфа, который видит свою смерть в машине за секунду до взрыва.
«Час расплаты» приходит в конце фильма, когда Дженнингс обнаруживает в клетке с птицами Рэйчел выигрышный лотерейный билет на 90 млн долларов.

## В ролях
| Актёр             | Роль                       |
| ----------------- | -------------------------- |
| Бен Аффлек        | Майкл Дженнингс            |
| Аарон Экхарт      | Джеймс Ретрик              |
| Колм Фиори        | Джон Вульф                 |
| Ума Турман        | доктор Рэйчел Портер       |
| Пол Джаматти      | Коротышка                  |
| Джо Мортон        | агент ФБР Додж             |
| Майкл Си Холл     | агент ФБР Клайн            |
| Питер Фридман     | генеральный прокурор Браун |
| Кристофер Кеннеди | доктор Стивенс             |
| Ивана Милишевич   | Майя                       |
| Кэтрин Моррис     | Рита Данн                  |
| Криста Аллен      | голограмма                 |

## Реакция критики
«Час расплаты» был отрицательно воспринят большинством кинокритиков.
Rotten Tomatoes выдал фильму оценку в 27 %, основываясь на 153 рецензиях, со средним рейтингом 4.7 из 10.
Metacritic на основе 34 обзоров оценивает фильм на 43 балла из 100.
Скотт Тобиас из The A.V. Club положительно оценил картину, назвав её «умным триллером» с «прекрасным чувством времени и ритма».
Роджер Эберт дал фильму 2 звезды (из 4 возможных), сказав, что он «насладился кино», но почувствовал «отсутствие развития потенциала исходной истории».